# アナグリプチン
アナグリプチン（Anagliptin）は、ジペプチジルペプチダーゼ阻害薬に分類される経口血糖降下薬の一つである。ジペプチジルペプチダーゼはインクレチンの分解などに関係する酵素であり、これを阻害することにより血中のグルカゴン様ペプチド－1（GLP-1）の濃度を高め、血清インスリン濃度の上昇および血糖値の低下をもたらすと考えられている。ジペプチジルペプチダーゼ-4（DPP-4）によって分解されるGLP-1以外のペプチド基質については、DPP-4の項を参照されたい。GLP-1アナログ製剤と同じくインクレチン関連薬に分類される。
他のDPP-4阻害薬と同様、SU剤に代表される経口血糖降下薬に比べて、体重増加を起こすことは少なく、低血糖をきたす危険も少なく、血糖低下作用は比較的弱い、と言われている。
2012年11月から、日本国内では興和創薬からスイニー錠という製剤名で販売されている。剤形は100mg錠がある。

## 効能・効果
2型糖尿病

## 用法および用量
2型糖尿病の患者に対して、糖尿病治療の基本である食事療法・運動療法を充分に行ったうえで、それらの効果が不充分な場合に、アナグリプチンの内服を考慮する。成人におけるアナグリプチンの一般的な用量は、投与開始時は一回100mgを、1日に2回、朝と夕に内服する。効果が不十分な場合には、1回量を200mgまで増量することができる。
また、腎機能が低下している患者では、排泄の遅延によりアナグリプチンの血中濃度が上昇するおそれがあるため、クレアチニンクリアランスが30mL/分より低い糖尿病患者では、1回100mgを、1日に1回だけ投与することが推奨されている。

## 副作用
副作用としては、低血糖症・腸閉塞・便秘・下痢・悪心・嘔吐などが報告されている。
アナグリプチンを含むDPP-4阻害薬は、癌リスク上昇と関連していなかった旨が報告されたが、解析に用いられた研究の試験期間は2年以下と短かい。ゆえに、長期的な癌リスクは、現時点では明らかではないと考えるべきである。